# South Nyack
South Nyack est une census-designated place du comté de Rockland, dans l'État de New York, aux États-Unis,. En 2020, elle compte une population de 2 699 habitants.